# Демографија Смедерева
Данас на подручју града Смедерева (рачунајући и расељена лица са Косова и Метохије) живи 108.209 становника, од чега у самом насељу и приградским насељима 77.808 житеља. Густина насељености општине 2006. године је 243,27 становника по km². Главни разлог наглом расту броја становника за период 2002–2006. је услед доласка око 7.500 расељених лица са Косова и Метохије, који су ово подручје интензивно населили у периоду од 1999. па све до данас. Стопа природног прираштаја је негативна, и износи -1,0 промила (2004), док је 2003. године она била -1,4 промила.
У општини Смедерево живи 28 различитих етничких група. По попису из 2002. најбројнији су Срби (104.222 – 94,91%), затим Роми (1.801 – 1,64%), следе Црногорци (533 – 0,49%), Македонци (354 – 0,32%), Југословени (296 – 0,27%), Хрвати (198 – 0,18%), Мађари (144 – 0,13%), а од осталих националности издвајају се Албанци, Бошњаци, Бугари, Власи, Буњевци, Муслимани, Немци, Румуни, Руси, Русини, Словаци, Словенци, Украјинци, Чеси и остали. Значајно је поменути и Грке и Јевреје, који вековима имају своју заједницу у овом граду.
|             | \| Демографија[1] \| Демографија[1] \| Демографија[1] \| \| Година \| Становника \| Становника \| \| -------------- \| -------------- \| -------------- \| \| 1948. \| 14.206 \| \| \| 1953. \| 18.328 \| \| \| 1961. \| 27.182 \| \| \| 1971. \| 40.192 \| \| \| 1981. \| 55.369 \| \| \| 1991. \| 63.884 \| 62.227 \| \| 2002. \| 62.805 \| 65.443 \| \| 2011. \| 64.175 \| \| |            |
| Демографија | |            |
| Година      | Становника | Становника |
| 1948.       | 14.206 |            |
| 1953.       | 18.328 |            |
| 1961.       | 27.182 |            |
| 1971.       | 40.192 |            |
| 1981.       | 55.369 |            |
| 1991.       | 63.884 | 62.227     |
| 2002.       | 62.805 | 65.443     |
| 2011.       | 64.175 |            |

Број становника у насељу Смедереву и приградским насељима у периоду од 1948. до 2011. године.
| Година          | 1948.  | 1953.  | 1961.  | 1971.  | 1981.  | 1991.  | 2002.  | 2006.   | 2011.  |
| Број становника | 24.761 | 29.663 | 39.793 | 54.257 | 69.814 | 76.984 | 77.808 | 83.7681 | 77.808 |

Број становника у граду Смедереву у периоду од 1948. до 2011. године.
| Година          | 1948.  | 1953.  | 1961.  | 1971.  | 1981.   | 1991.   | 2002.   | 2006.    | 2011.   |
| Број становника | 59.545 | 66.132 | 77.682 | 90.650 | 107.366 | 110.768 | 109.809 | 117.1341 | 108.209 |

1 Заједно са избеглим становништвом са Косова и Метохије
Извор: Републички завод за статистику Србије, попис 2011, књига пописа 9 (Упоредни преглед броја становника од 1948. до 2011. године – подаци по насељима и општинама)

## Демографија према попису из 2002.
У насељу Смедерево живи 49.015 пунолетних становника, а просечна старост становништва износи 37,5 година (36,4 код мушкараца и 38,5 код жена). У насељу има 20.948 домаћинстава, а просечан број чланова по домаћинству је 3,00.
Ово насеље је великим делом насељено Србима (према попису из 2002. године).
| Етнички састав према попису из 2002.‍ | Етнички састав према попису из 2002.‍ | Етнички састав према попису из 2002.‍ | Етнички састав према попису из 2002.‍ | Етнички састав према попису из 2002.‍ |
| ------------------------------------ | ------------------------------------ | ------------------------------------ | ------------------------------------ | ------------------------------------ |
|                                      |                                      |                                      |                                      |                                      |
| Срби                                 | Срби                                 |                                      | 58.246                               | 92,74%                               |
| Роми                                 | Роми                                 |                                      | 1.647                                | 2,62%                                |
| Црногорци                            | Црногорци                            |                                      | 486                                  | 0,77%                                |
| Македонци                            | Македонци                            |                                      | 283                                  | 0,45%                                |
| Југословени                          | Југословени                          |                                      | 264                                  | 0,42%                                |
| Хрвати                               | Хрвати                               |                                      | 158                                  | 0,25%                                |
| Мађари                               | Мађари                               |                                      | 128                                  | 0,20%                                |
| Муслимани                            | Муслимани                            |                                      | 37                                   | 0,05%                                |
| Словенци                             | Словенци                             |                                      | 35                                   | 0,05%                                |
| Албанци                              | Албанци                              |                                      | 34                                   | 0,05%                                |
| Румуни                               | Румуни                               |                                      | 31                                   | 0,04%                                |
| Бугари                               | Бугари                               |                                      | 26                                   | 0,04%                                |
| Руси                                 | Руси                                 |                                      | 24                                   | 0,03%                                |
| Немци                                | Немци                                |                                      | 20                                   | 0,03%                                |
| Бошњаци                              | Бошњаци                              |                                      | 16                                   | 0,02%                                |
| Чеси                                 | Чеси                                 |                                      | 10                                   | 0,01%                                |
| Словаци                              | Словаци                              |                                      | 10                                   | 0,01%                                |
| Украјинци                            | Украјинци                            |                                      | 9                                    | 0,01%                                |
| Русини                               | Русини                               |                                      | 5                                    | 0,00%                                |
| Буњевци                              | Буњевци                              |                                      | 4                                    | 0,00%                                |
| Власи                                | Власи                                |                                      | 3                                    | 0,00%                                |
| непознато                            | непознато                            |                                      | 788                                  | 1,25%                                |

| Година пописа     | 1948. | 1953. | 1961. | 1971.  | 1981.  | 1991.  | 2002.  |
| ----------------- | ----- | ----- | ----- | ------ | ------ | ------ | ------ |
| Број домаћинстава | 4.712 | 5.996 | 8.673 | 12.365 | 17.319 | 19.681 | 20.948 |

| Број чланова      | 1     | 2     | 3     | 4     | 5     | 6   | 7   | 8  | 9  | 10 и више | Просек |
| ----------------- | ----- | ----- | ----- | ----- | ----- | --- | --- | -- | -- | --------- | ------ |
| Број домаћинстава | 3.699 | 4.852 | 4.296 | 5.421 | 1.672 | 734 | 199 | 36 | 29 | 10        | 3,00   |

| Пол    | Укупно | Неожењен/Неудата | Ожењен/Удата | Удовац/Удовица | Разведен/Разведена | Непознато |
| ------ | ------ | ---------------- | ------------ | -------------- | ------------------ | --------- |
| Мушки  | 24.973 | 7.877            | 15.189       | 896            | 961                | 50        |
| Женски | 26.853 | 6.044            | 15.389       | 3.627          | 1.744              | 49        |
| УКУПНО | 51.826 | 13.921           | 30.578       | 4.523          | 2.705              | 99        |

| Пол    | Укупно                    | Пољопривреда, лов и шумарство | Рибарство                            | Вађење руде и камена | Прерађивачка индустрија       |
| ------ | ------------------------- | ----------------------------- | ------------------------------------ | -------------------- | ----------------------------- |
| Мушки  | 12.501                    | 235                           | 1                                    | 18                   | 5.601                         |
| Женски | 9.018                     | 182                           | 0                                    | 11                   | 2.712                         |
| УКУПНО | 21.519                    | 417                           | 1                                    | 29                   | 8.313                         |
| Пол    | Производња и снабдевање   | Грађевинарство                | Трговина                             | Хотели и ресторани   | Саобраћај, складиштење и везе |
| Мушки  | 233                       | 899                           | 1.258                                | 283                  | 732                           |
| Женски | 90                        | 163                           | 1.545                                | 308                  | 283                           |
| УКУПНО | 323                       | 1.062                         | 2.803                                | 591                  | 1.015                         |
| Пол    | Финансијско посредовање   | Некретнине                    | Државна управа и одбрана             | Образовање           | Здравствени и социјални рад   |
| Мушки  | 70                        | 469                           | 720                                  | 299                  | 670                           |
| Женски | 241                       | 460                           | 421                                  | 838                  | 1.268                         |
| УКУПНО | 311                       | 929                           | 1.141                                | 1.137                | 1.938                         |
| Пол    | Остале услужне активности | Приватна домаћинства          | Екстериторијалне организације и тела | Непознато            | Непознато                     |
| Мушки  | 434                       | 0                             | 1                                    | 578                  | 578                           |
| Женски | 275                       | 7                             | 0                                    | 214                  | 214                           |
| УКУПНО | 709                       | 7                             | 1                                    | 792                  | 792                           |